# Xanthorhoe viriditincta
Xanthorhoe viriditincta är en fjärilsart som beskrevs av Alfred Ernest Wileman 1915. Xanthorhoe viriditincta ingår i släktet Xanthorhoe och familjen mätare. Inga underarter finns listade i Catalogue of Life.